# 中川機場駅
中川機場駅（ちゅうせんきじょう-えき）は中華人民共和国甘粛省蘭州市に位置する中国鉄路総公司の駅。現在は空港の工事により旅客営業を休止しており、空港へのアクセスには中川機場東駅が用いられている。

## 沿革
- 2015年9月30日：蘭中都市間鉄道の駅として開業[2]。
- 2025年3月14日：中川空港の第1・第2ターミナルが工事で休止したことに合わせ、空港駅としての機能が中川機場東駅（中国語版）に移行される。当駅は旅客営業を中止[1]。

## 駅周辺
- 蘭州中川空港